# Vänner för livet (film, 2015)
Vänner för livet (spanska: Truman) är en spansk-argentinsk dramakomedi från 2015 i regi av Cesc Gay.

## Utmärkelser
Filmen vann fem Goyapriser 2016, inklusive priset för bästa film.

## Rollista i urval
- Ricardo Darín - Julián
- Javier Cámara - Tomás
- Dolores Fonzi - Paula
- Eduard Fernández - Luis
- Àlex Brendemühl - veterinären
- Pedro Casablanc - läkaren
- Elvira Mínguez - Gloria
- Oriol Pla - Nico
- Susi Sánchez - adoptionstjänsteman